# Shimizu Takashi
Shimizu Takashi (japanisch 清水多嘉示; geboren 27. Juli 1897 in Hara (Präfektur Nagano); gestorben 5. Mai 1981) war ein japanischer Bildhauer der Taishō- und Shōwa-Zeit.

## Leben und Werk
Shimizu Takashi begann seine künstlerische Laufbahn, indem er Bilder bei den Ausstellungen der Künstlergemeinschaft Nika-kai (二科会) einreichte. 1923 reiste er nach Europa, und, beeindruckt von den Arbeiten des französischen Bildhauers Émile-Antoine Bourdelle, bewarb er sich bei ihm und wurde einer seiner Schüler an der Académie de la Grande Chaumière. Während Shimizu in Frankreich studierte und arbeitete, stellte er Gemälde und Skulpturen im Salon d’Automne, Salon des Tuileries und an anderen Stellen aus. 1928 kehrte Shimizu nach Japan zurück.
In Japan zeigte er seine Arbeiten auf der vom Nihon Bijutsuin regelmäßig veranstalten „Inten“, der Kokuga-kai (国画会) und Shun’yō-kai (春陽会). Er wurde Professor an der Kaiserlichen Schule der Schönen Künste, der heutigen Kunsthochschule Musashino. Ab 1941 stellte er auf der kurz „Bunten“ genannten Ausstellungsreihe und der Nachfolgerin, der Nitten, aus. Ab 1943 wirkte er auf den Ausstellungen als Juror. Er stellte auch bei der Shinju-kai aus.
Seine Skulptur „Grüner Rhythmus“ (緑のリズム, Midori no rizumu), mit der er sich 1951 bei einem Wettbewerb für eine Skulptur im Ueno-Park bewarb, wurde 1954 mit dem Preis der Akademie der Künste ausgezeichnet. Im selben Jahr besuchte er den Kongress der „International League of Plastic Arts“ in Venedig und wurde Mitglied im Exekutivausschuss. 1965 wurde er Mitglied der Akademie der Künste. Er wirkte mit, zusammen mit Ossip Zadkine und anderen, als Juror eines internationalen Skulpturen-Wettbewerb für ein Monument auf der „International Plaza“ in Genf.
Shimizu setzte den konstruktiven Stil seines Lehrers Bourdelle fort. Zu seinen bekannten Arbeiten gehören der weibliche Akt (裸婦, Rafu) von 1952 und die Skulptur eines Jugendlichen (青年の像, Seinen no zō) aus dem Jahr 1953.